# 梅卡尼克斯敦 (紐約州)
梅卡尼克斯敦（英語：Mechanicstown）是位於美國紐約州奧蘭治縣的普查規定居民點。

## 人口
根據2020年美國人口普查的數據，梅卡尼克斯敦的面積為8.82平方千米，當中陸地面積為8.67平方千米，而水域面積為0.14平方千米。當地共有人口8065人，而人口密度為每平方千米914.4人。